# Пэджет, Генри, 5-й маркиз Англси
Генри Сирил Пэджет, 5-й маркиз Англси (англ.  Henry Cyril Paget, 5th Marquess of Anglesey; 16 июня 1875 — 14 марта 1905) — британский аристократ. Он был известен как лорд Пэджет с 1875 по 1880 год и граф Аксбридж с 1880 по 1898 год. Был известен вызывающим поведением и прославился рядом скандалов, выступая в театре в вызывающих образах.  За исполнение Танца бабочки, который он взял у Лои Фуллер, получил прозвище «танцующий маркиз».

## Семейное происхождение

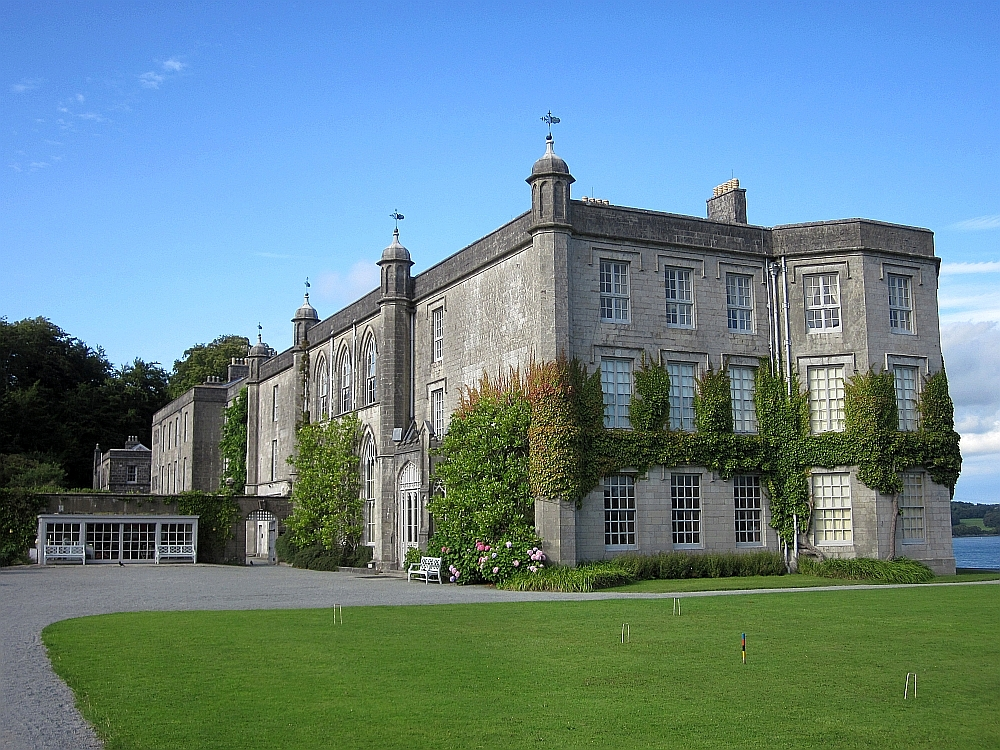
Плас-Ньюидд, загородный дом Пэджета

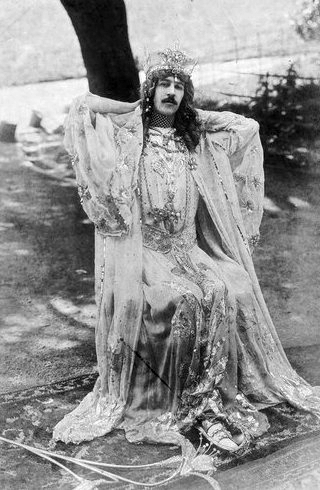
Генри Пэджет в театральном костюме, 1900 год

Родился 16 июня 1875 года в Париже. Единственный сын Генри Пэджета, 4-го маркиза Англси (1835—1898), и его второй жены Бланш Мэри Бойд (? — 1877). Ходили слухи, что его биологическим отцом был французский актёр Бенуа-Констан Коклен (1841—1909). 
В два года потерял мать, до 8 лет воспитывался невесткой Коклена в Париже, пока ему не исполнилось восемь. Невестка, урождённая Эдит Марион Бойд, была тетей 4-го маркиза Англси, одной из сестер его матери, и она вышла замуж за брата Коклена Гюстава только в 1891 году. Его мачехой с 1880 года была американка Мэри «Минна» Ливингстон Кинг, вдова достопочтенного Генри Вудхауза.
Генри Пэджет учился в Итонском колледже, позже получил частное обучение и был произведен в лейтенанты 2-го добровольческого батальона Королевских валлийских стрелков.
20 января 1898 года Генри Пэджет женился на своей двоюродной сестре Лилиан Флоренция Мод Четвинд (10 марта 1876 — 20 февраля 1962). После смерти отца на 13 октября 1898 году он унаследовал титул и родовые поместья насчитывает около 30000 акров (120 км²) в Стаффордшире, Дорсете, Англси и Дербишире, обеспечивая ежегодный доход £110,000 (эквивалент £13 миллионов в год к 2020 году).

## Образ жизни
Генри Пэджет быстро стал известен в обществе из-за своего образа жизни. Он покупал драгоценности и меха, устраивал экстравагантные вечеринки и яркие театральные представления. Он переименовал загородную резиденцию семьи Плас-Ньюидд в «Замок Англси» и переделал местную часовню в театр на 150 мест, который получил название Театр Веселья. Здесь он исполнял главные роли в различных постановках, начиная от пантомимы и комедии и заканчивая спектаклями такими, как «Идеальный муж» Оскара Уайльда и «Генрих V» Шекспира. Ранние выступления примерно с 1899 года были в основном эстрадными представлениями с песенными и танцевальными номерами. В 1901 году театр «Веселье» был отремонтирован, оснащен электрическим освещением для сцены и вновь открыт в качестве общественного развлекательного заведения.
В течение трех лет Генри Пэджет возил свою театральную труппу на гастроли по Великобритании и Европе. Его жена не одобряла его образ жизни и 7 ноября 1900 года получила постановление о разводе. Развод фактически дал Генри Пэджету больше свободы, чтобы наслаждаться своим  образом жизни. К этому моменту он уже столкнулся с финансовыми проблемами из-за больших трат и начал закладывать свои поместья.

## Кража драгоценностей
10 сентября 1901 года Генри Пэджет присутствовал на лондонской премьере сценической адаптации Шерлока Холмса Артура Конан Дойла в лондонском театре «Лицей». Французский камердинер Пэджета Джулиан Голт воспользовался отсутствием своего работодателя в театре, чтобы украсть драгоценности на сумму 50 000 фунтов стерлингов. Генри Пэджет заручился помощью Артура Конан Дойла, чтобы найти украденные драгоценности. Голт, который позже был арестован в Дувре, дал показания в суде, что ему было поручено украсть драгоценности знакомой француженкой по имени Матильда, которая увезла драгоценности во Францию. Драгоценности так и не были найдены. Голт признал себя виновным в Олд-Бейли и был приговорен к пяти годам тюремного заключения.

## Сексуальность
Образ жизни Генри Пэджета, его пристрастие к переодеванию и его развод заставили многих предположить, что он был гомосексуалом. В 1970 году историк Х. Монтгомери Хайд охарактеризовал его как «самого известного аристократического гомосексуала в этот период» . 
Нет никаких доказательств, что у Пэджета были любовники любого пола: историк перформанса Вив Гарднер скорее считает, что он был «классическим нарциссом: единственным человеком, которого он мог любить и с которым он мог заниматься любовью, был он сам». 
По словам Кристофера Сайкса, у него не было сексуальных отношений со своей женой. Сайкс сообщил: «Конец брака ускорил тот факт, что он заставлял её позировать обнаженной в драгоценностях».

## Финансовые проблемы и смерть
К 1904 году, несмотря на свое наследство и получаемый доход, Генри Пэджет накопил долги в размере 544 000 фунтов стерлингов (60 миллионов фунтов стерлингов в 2020 году) и 11 июня был объявлен банкротом. Его роскошный гардероб, особенно халаты от Шарве, и драгоценности были проданы, чтобы расплатиться с кредиторами. Только за драгоценности было выручено 80 000 фунтов стерлингов.
В 1905 году Генри Пэджет скончался в Монте-Карло после продолжительной болезни, и его останки были погребены в церкви Святого Эдвена в Лланедвене, в его поместье Англси. «Таймс» сообщила, что, несмотря на все, что о нём было известно, он по-прежнему пользовался большой любовью местных жителей, которые были опечалены известием о его смерти. В 1909 году его бывшая жена вышла замуж за банкира Джона Фрэнсиса Грея Гиллиата (? — 1948), от которого у неё было трое детей.
Титул маркиза после смерти Пэджета перешел к его двоюродному брату Чарльзу Генри Александру Пэджету, который уничтожил все бумаги 5-го маркиза и превратил Театр Веселья обратно в часовню. По крайней мере частично из-за долгов, оставленных Пэджетом, основное английское поместье семьи в Бодсерте, Стаффордшир, пришлось разделить и продать в 1930-х годах. Семья Пэджетов переехала в Плас-Ньюидд.

## Наследие
Плас-Ньюидд оставался во владении семьи Пэджет до 1976 года, когда он был передан в дар Национальному фонду. Сегодня дом и сады открыты для публики, а в доме собрана коллекция произведений искусства, включающая ряд фотографий 5-го маркиза в театральных костюмах.
В марте 2020 года бриллиантовая диадема, которую, как утверждалось, носил 5-й маркиз, была выставлена на аукцион на Европейской выставке изобразительного искусства в Маастрихте. Нет никаких доказательств того, что Генри Пейджет когда-либо владел этой диадемой тиарой, но её носила жена 6-го маркиза Англси на коронации короля Георга VI в 1937 году.
Стиль Пэджета часто сравнивали со стилем рок-звезды Фредди Меркьюри.
В 2017 году актёр и композитор Сейриол Дэвис написал и исполнил мюзикл «Как победить историю», основанный на жизни Генри Пэджета. Отмеченное наградами шоу было представлено на Эдинбургском фестивале . В 2019 году состоялась ирландская премьера шоу на Театральном фестивале в Дублине.
Британско-американский модельер Харрис Рид привёл Генри Пэджета в качестве источника вдохновения для своей коллекции 2020 года - Thriving In Our Outrage.